# Bigipedia
Bigipedia – tytuł skeczy radiowych, nadawanych przez BBC Radio 4 między 23 lipca a 13 sierpnia 2009. Tematyką utworów jest tytułowa Bigipedia, serwis internetowy, którego treść jest przesyłana za pomocą radia. Program jest głównie parodią Wikipedii, internetowej encyklopedii. Wyśmiewa także inne aspekty Internetu (m.in. Google, Microsoft). Twórcą Bigipedii oraz jednym z jej scenarzystów jest Nick Doody, który także występuje w show. Producentem jest brytyjska firma Pozzitive Productions. Z dniem 1 grudnia 2009, twórcy show umożliwili pobranie za opłatą pierwszej serii Bigipedii za pomocą serwisu Audible.com. BBC reklamuje swój show jako "The Sunday Format ery online". 
Krytycy pochlebnie ocenili zarówno Bigipedię, jak i scenariusz samych skeczy. Jednak, mimo pozytywnych opinii, zauważyli, że program nie jest pozbawiony wad, wynikających z jego podobieństwa do pewnych zjawisk w Internecie.
David Tyler, producent i reżyser programu, na swoim mikroblogu zamieszcza informacje dotyczące ewentualnego powstania drugiej serii skeczu. Według wpisu na twitterze, decyzja miała zostać ogłoszona na początku stycznia 2010.

## Program
Pierwszy sezon programu nadawany był w Wielkiej Brytanii, w rozgłośni radiowej BBC Radio 4, pomiędzy 23 lipca a 13 sierpnia 2009. Reżyserem, jak i producentem show jest David Tyler, jeden z założycieli firmy producenckiej Pozzitive Productions. Utwory w całości są w języku angielskim.
Skecze mają postać treści prezentowanej w fikcyjnym serwisie i odczytywanej przez lektora, który może zmieniać się w zależności od zawartości tematycznej. Inny aktor odpowiada za lekturę treści, inny za przedstawianie wyimaginowanej nawigacji po stronie internetowej, wreszcie inny za prezentowanie treści działów tematycznych czy ostrzeżeń zamieszczonych na stronie. Aktorzy odpowiedzialni są także za kreację bohaterów w show, reporterów przeprowadzających z nimi wywiady po "kliknięciu" na odpowiedni link, oraz innych postaci przedstawianych w skeczach.
Dotychczas ukazały się 4 półgodzinne odcinki serialu, decyzja co do wyprodukowania drugiego sezonu nie jest jeszcze podjęta. 

### Tematyka
Tematem show jest Bigipedia, serwis internetowy, którego treść prezentowana jest nie poprzez komputery, lecz przez radio – w postaci dźwiękowej. Serwis, podobnie do Wikipedii, zawiera artykuły oraz strony dyskusji na różne tematy, które mogą być edytowane przez każdego. Podobieństwa to również strony ujednoznaczniające, wyróżnione artykuły (Artykuły na Medal), sekcja wiadomości oraz "Czy wiesz..." dla nowych artykułów. Bigipedia różni się jednak od swego pierwowzoru. Dla przykładu, zawiera puzzle oraz konkursy, sprzedaje swoje własne oprogramowanie, posiada duży wybór wygaszaczy ekranu oraz sekcję dla dzieci, Bigikids, która miała w przeszłości wiele nazw, które z różnych powodów musiały zostać zmienione. Takimi nazwami były m.in. Kidipedia, zmieniona z powodu "niezrozumienia", czy Underage Fun (Radość Nieletnich), zastąpiona z powodu "naruszenia praw autorskich".
Podczas gdy na stronach Wikipedii nie ma reklam, to znajdują się one w Bigipedii, sama jest nawet sponsorowana przez fikcyjny napój przypominający wino, o nazwie Chianto, o którym mówi się "ten wstrętny drink". Z artykułu na Bigipedii o Chianto, gdzie wyliczone są zastosowania tego napoju, można się dowiedzieć, że był stosowany jako środek na pozbycie się włosów, spray wykorzystywany do samoobrony, preparat odbudowujący włosy, a także jako sposób dla hodowców do humanitarnego zabijania kurczaków. Aby osiągnąć to ostatnie, z artykułu wynikało, że Chianto należy dodać do świńskiej paszy i pozostawić na noc otwartą furtkę. W efekcie, następnego dnia zwierzęta nie tylko były martwe, ale często także i oskubane.

## Produkcja
Scenarzystą skeczy początkowo był Nick Doody, który wraz z producentem Davidem Tylerem pracował nad inną audycją komediową w BBC Radio 4 – Armando Iannucci's Charm Offensive. Doody uczestniczył w spotkaniu, na którym dyskutowano o nowych pomysłach na radiowe show. Na zebraniu tym, Matt Kirshen zaproponował parodię Wikipedii i wspólnie z Doodym napisał scenariusz. Pomysł spodobał się w rozgłośni Radio 4 i wyprodukowany został pilot.
Doody i Kirshen podkreślają, że program ma "ciężki scenariusz". Ten pierwszy stwierdził w wywiadzie udzielonym dla British Comedy Guide, że w porównaniu do większości radiowych show, ten jest niesamowicie zbity, szeroki tematycznie i bardzo dynamiczny. Wyraził także chęć, że wspólnie z Kirshenem chciałby miejscami jeszcze bardziej przyspieszyć akcję, jednakże słuchacze po zapoznaniu się z pilotem stwierdzają, że "ledwo nadążają". Stwierdził, że dzięki takiej dynamice w scenariuszu, każdy skecz należy odsłuchać dwa razy, żeby go dokładnie zrozumieć. Doody ujawnił także, że nie wiedział jak to się skończy, gdy zespół zaczął pracować nad całą serią, założywszy utrzymanie takiego stylu w kolejnych odcinkach.
Niektóre skecze Bigipedii zostały bezpośrednio oparte na artykułach w Wikipedii. W tym samym wywiadzie, Kirshen przypomniał postać Pszczelego Szeptacza (ang. Bee Whisperer) z trzeciego odcinka. Wyjaśnił, że bohater Artykułu na Medal wziął się z kliknięcia na link Losuj artykuł w Wikipedii, jednak nie był w stanie sobie przypomnieć jakie w rezultacie wyświetliło się hasło.
W swoim podkaście Doubling Up, Doody wyjawił, że istnieje dłuższa wersja 4. epizodu Bigipedii.

## Reakcje
Recenzje pozytywnie odnoszą się do Bigipedii. Jeszcze zanim seria została wyemitowana, Scott Matthewman w brytyjskiej gazecie The Stage porównał Bigipedię do The Sunday Format, podkreśliwszy, że porównania do ich programu satyrycznego, a nawet do notatek prasowych BBC, są w tym wypadku nieodzowne.
Chris Maume w The Independent on Sunday zauważył także, że w Bigipedii są nawiązania do fikcyjnego zespołu heavymetalowego Spinal Tap i takich programów o charakterze komediowym jak On the Hour i Brass Eye.
Elisabeth Mahoney w The Guardian uznała, że najlepszym pomysłem jest gag z Chianto, podczas gdy Gillian Reynolds z The Daily Telegraph napisała o Bigipedii, że jest to pierwsza od lat późnonocna komedia, która wywołała u niej śmiech. Dziennikarka wspominając o tematyce show, stwierdziła, że program opowiada m.in. o tym co wzbudza w niej lęk przed komputerami. Reynolds ocenia także, że Bigipedia wykonana jest z zapałem i stanie się kultowa.
Natomiast Clare Heal w Sunday Express zauważyła, że chociaż show rozbawia, to nie jest pozbawiony wad. Uważa, że na niekorzyść tego programu przemawia miejscami zbytnie podobieństwo do Internetu, gdzie każdy może pisać na dowolny temat, nie mając nawet o nim pojęcia. Krytyczka stwierdziła, że bez względu na to jak zabawna jest Bigipedia, pół godziny emisji skeczu to czas wystarczający.

## Odcinki
| Odcinek | Data emisji      | Opis |
| ------- | ---------------- | --- |
| 1       | 23 lipca 2009    | Bigipedia przedstawia motywy powstania piosenki "Teddy Bears' Picnic". Następnie zapoznać się można z Artykułem na Medal o "Fragrant Slab", grupie muzycznej rozsławionej dzięki piosence, która brzmi jak melodia startowa w systemach Microsoft Windows. Bigikids poucza dzieci jak wykonać paluszki rybne. Na końcu opisany jest artykuł na temat najnudniejszej w historii kolekcji wiadomości w butelce. |
| 2       | 30 lipca 2009    | Na początku przedstawiany jest wyróżniony artykuł o The Line, najwspanialszym serialu telewizyjnym kiedykolwiek wyprodukowanym. W dalszej części prezentacja kilku wygaszaczy ekranu, w tym jeden z motywem kaczek, oraz dyskusja czy aktorka jest wystarczająco encyklopedyczna, by mógł o niej powstać artykuł. W końcowej części spojrzenie na niepoprawność polityczną reklam Chianto z lat 70.           |
| 3       | 6 sierpnia 2009  | Do Bigipedii napływają artykuły o osobach pragnących siebie rozreklamować, natomiast Bigikids nawiązuje do tematu jak zostać szpiegiem. Jest także zestaw porad jak samodzielnie wyprodukować muzykę przy użyciu programu Bigiband. Artykułem na medal jest "The Bee Whisperer" (Pszczeli Szeptacz), jedyny człowiek na ziemi hodujący pszczoły nie dla miodu, a dla ich towarzystwa.                         |
| 4       | 13 sierpnia 2009 | Bigipedia staje się bardziej złowieszcza, na skutek wprowadzenia nowej możliwości BigiStreetWatch, służącej do fotografowania i katalogowania ulic i próbuje przejąć władzę nad światem. Pojawił się także nowy artykuł o magiku, który znany jest ze swej zdolności do odwracania uwagi publiczności. Program kończy się prezentacją kilku nieszczęsnych urugwajskich ogłoszeń przeciwpożarowych.            |